# Panipak Wongpattanakit
Panipak Wongpattanakit (8 de agosto de 1997) é uma taekwondista tailandesa, medalhista olímpica. 

## Carreira
Wongpattanakit competiu na Rio 2016, na qual conquistou a medalha de bronze, na categoria até 49kg. Ela consagrou-se bicampeã olímpica, tendo conseguido o ouro nos Jogos de 2020 e de 2024.

## Condecorações
Panipak Wongpattanakit foi agraciada com as seguintes condecorações:
- 2020 –  Companheiro (Terceira Classe) da Ordem Mais Admirável do Direkgunabhorn[3]
- 2022 –  Companheiro (Quarta Classe) da Mais Nobre Ordem da Coroa da Tailândia[4]